# Порос (Кефалиния)
По́рос (греч. Πόρος) — малый город в Греции. Расположен на высоте 35 метров над уровнем моря, на восточном побережье острова Кефалинии в Ионическом море, в 40 километрах к юго-востоку от административного центра — Аргостолиона, в 28 километрах к юго-востоку от Сами и в 12 километрах севернее Скалы. Входит в общину (дим) Аргостолион в периферийной единице Кефалиния в периферии Ионические острова. Население 930 жителей по переписи 2011 года.

## Сообщество Порос
В общинное сообщество Порос входят пять населённых пунктов и монастырь Иперайия-Теотокос (Пресвятой Богородицы) на горе Атрос. Население 1176 жителей по переписи 2011 года. Площадь сообщества 26,208 квадратных километров.
| Населённый пункт            | Население (2011), человек |
| --------------------------- | ------------------------- |
| Аспрогеракас                | 12                        |
| Дзаната                     | 159                       |
| Камбицата                   | 41                        |
| Монастырь Иперайия-Теотокос | 0                         |
| Порос                       | 930                       |
| Риза                        | 34                        |

## Достопримечательности

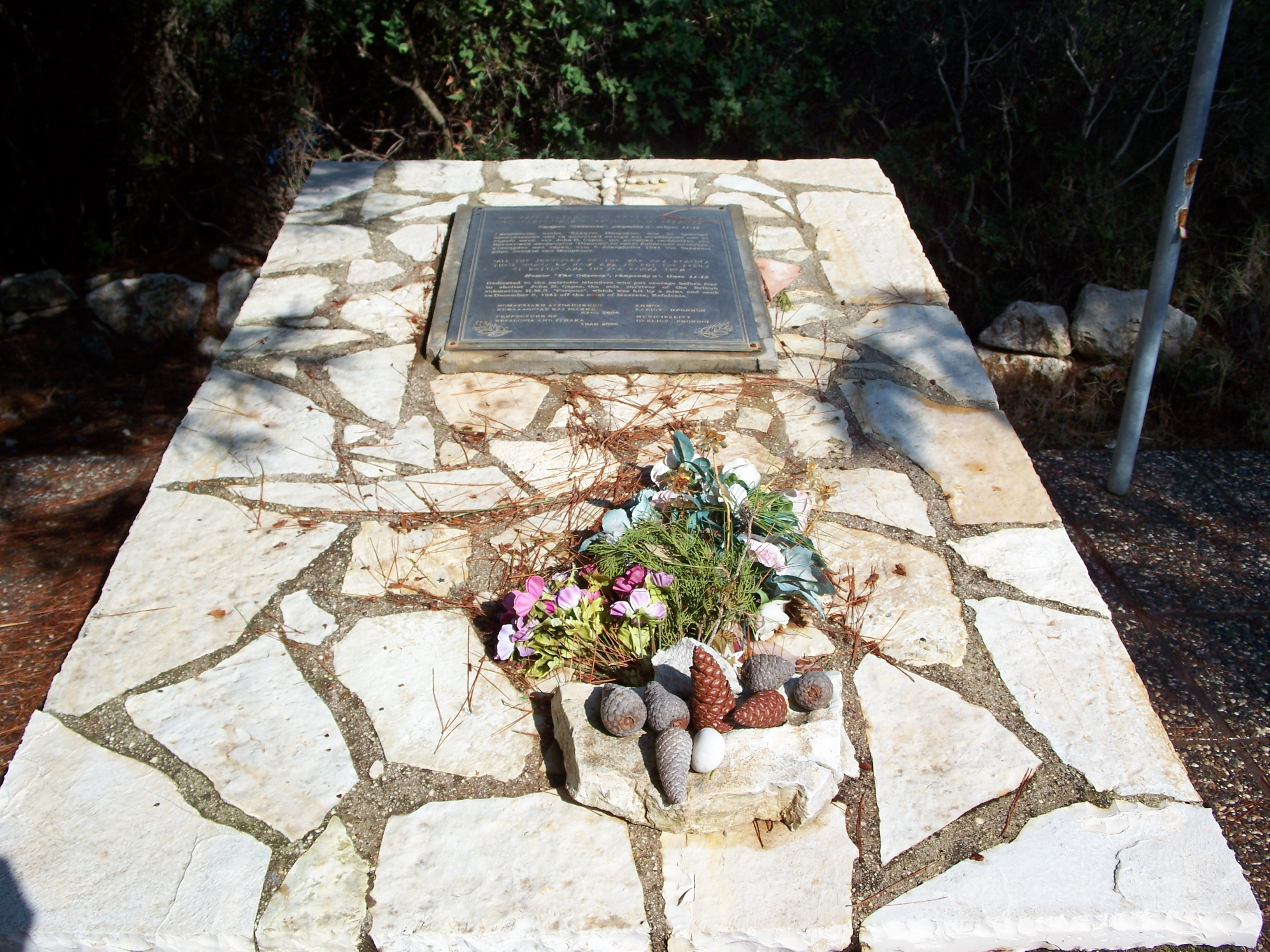
Мемориал экипажу «Персей»

Близ Пороса находится мемориал погибшему экипажу британской подводной лодки «Персей».

## Транспорт
Посредством рейсового автобуса и такси (15 евро) город связан с расположенной в 12 километрах Скалой.
Ежедневно из Пороса отправляются на Пелопоннес паромы (1 час в пути).

## Население
| Год  | Население, человек |
| ---- | ------------------ |
| 1991 | 741                |
| 2001 | 940                |
| 2011 | ↘ 930              |